# Michael V. Knudsen
Michael Vestergaard Knudsen (ur. 4 września 1978 w Hobro) – duński piłkarz ręczny, reprezentant kraju. Gra na pozycji obrotowego. Obecnie występuje w Bundeslidze, w drużynie SG Flensburg-Handewitt.
Mistrz Europy 2008. Wicemistrz Świata 2011.

## Sukcesy

### klubowe
- Mistrzostwa Niemiec:
  -  2008, 2012
- Liga Mistrzów:
  -  2007
- Liga Mistrzów:
  -  2007
- Puchar Danii:
  -  2000
- Puchar Zdobywców Pucharów:
  -  2012

### reprezentacyjne
- Mistrzostwa Europy:
  -  2008
  -  2002, 2004, 2006
- Mistrzostwa Świata:
  -  2011
  -  2007